# Mezilaurus manausensis
Mezilaurus manausensis är en lagerväxtart som beskrevs av Van der Werff. Mezilaurus manausensis ingår i släktet Mezilaurus och familjen lagerväxter. Inga underarter finns listade i Catalogue of Life.